# Shpejtim Arifi
Shpejtim Arifi (* 3. Mai 1979 in Priština, SFR Jugoslawien) ist ein ehemaliger kosovarischer Fußballer.

## Karriere
Über den MSV Ludwigshafen und SV Weingarten kam Arifi zur Saison 2003/04 zum VfR Mannheim. Nach nur einem Jahr wechselte der Angreifer zum SV Sandhausen in die Oberliga Baden-Württemberg. Zur Spielzeit 2005/06 sicherte sich schließlich der SSV Reutlingen die Dienste des Offensivspielers. Mit ihnen konnte Arifi die Oberliga BW gewinnen und man stieg in die Regionalliga Süd auf. Trotzdem verabschiedete er sich und wechselte zum FSV Oggersheim, mit denen er ebenfalls in die Regionalliga Süd aufsteigen konnte. Nachdem er in der Vorsaison noch Stammspieler der Oggersheimer war, kam er 2007/08 meist als Wechselspieler zum Einsatz. Zur Folgespielzeit lockte ihn der iranische Erstligaaufsteiger Payam Mashhad in die Iranian Pro League.
Dort konnte er sich mit 18 Toren als zweiter der Torschützenlisten (hinter Arash Borhani mit 21 Toren) einen Namen machen. Im Sommer 2009 unterschrieb er bei iranischen Spitzenklub Persepolis Teheran einen 2-Jahres-Vertrag. Mit einer Ablösesumme von 850.000 $ ist Arifi der teuerste Transfer in der iranischen Fußballgeschichte. Die hohen Erwartungen konnte er jedoch nicht erfüllen. Nach Ablauf seines Vertrages wechselte er zum Ligakonkurrenten Tractor Sazi Täbris. Nach einem halben Jahr wechselte er zum Zweitligisten Abu Moslem Mashhad, wo sein Vertrag nach dem Ende der Saison im April 2012 nicht verlängert wurde. Zur Saison 2012/13 schloss er sich dem SVN Zweibrücken an, aber schon nach einem halben Jahr wurde der Vertrag aufgelöst. Nachdem er über ein Jahr ohne Verein war ging er 2014 kurzzeitig für zwei Monate zu Borussia Neunkirchen. Erneut war er über drei Jahre vereinslos, ehe sein ehemaliger Klub VfR Mannheim im Oktober 2017 die Verpflichtung des mittlerweile 38-jährigen Stürmers für die zweite Mannschaft vermeldete.

## Wissenswertes
- Arifi besitzt die deutsche Staatsangehörigkeit
- Arifi war Torschützenkönig der Oberliga Südwest 2006/07 mit 19 Toren